# Sport Comércio e Salgueiros
El Sport Comércio e Salgueiros és un club de futbol portuguès de la ciutat de Porto.

## Història
El club va ser fundat el 8 de desembre de 1911 amb el nom Sport Grupo e Salgueiros, al barri de Paranhos. Actualment juga a l'estadi Prof. Dr. Vieira de Carvalho a la ciutat de Maia. La temporada 1916-17 adoptà el nom Sport Porto e Salgueiros. El 1920, es fusionà amb Sport Comércio i esdevingueren Sport Comércio e Salgueiros. Després de la temporada 2004-05, per problemes econòmics, el club deixà d'existir. El 2008 va néixer un nou club, el Sport Clube Salgueiros 08. En acabar la temporada 2014-15 esdevingué Sport Club Salgueiros. El 8 de desembre de 2015, obtingué els drets de l'original Sport Comércio e Salgueiros i en la temporada 2016-17 n'adoptà el nom i els símbols.

## Palmarès
- Segona divisió portuguesa de futbol: 
  - 1956-57, 1989-90
- Campionat de Porto de futbol:
  - 1917-18